# Calciumorthovanadat
Calciumorthovanadat ist eine chemische Verbindung aus der Gruppe der Vanadate und neben CaV2O6, Ca2V2O7 und weiteren eines von mehreren Calciumvanadaten.

## Gewinnung und Darstellung
Calciumorthovanadat wurde erstmals 1925 durch Reaktion von Calciumoxid mit Vanadium(V)-oxid gewonnen.

## Eigenschaften
Calciumorthovanadat ist ein farbloser bis gelber Feststoff mit einer Kristallstruktur mit der Raumgruppe C2/c (Raumgruppen-Nr. 15) mit den Gitterparametern a = 8,35 Å; b = 10,77 Å, c = 7,00 Å und β = 95,0 °.

## Verwendung
Calciumorthovanadat kann als Lasermaterial verwendet werden.